# Петреску, Штефан
Штефан Петреску (рум. Ştefan Petrescu, 1 июля 1931 — 1993) — румынский стрелок, чемпион Олимпийских игр.
Родился в Рымнику-Сэрате.
В 1956 году на Олимпийских играх в Мельбурне завоевал золотую медаль в стрельбе из скорострельного пистолета на дистанции 25 м (в качестве оружия использовал советский МЦ-3 «Рекорд»).
В 1958 году завоевал бронзовую медаль чемпионата мира. В 1960 году принял участие в Олимпийских играх в Риме, но там стал лишь 5-м.